# Wilhelm Friedrich Müller
Wilhelm Friedrich Müller (ur. 20 sierpnia 1904, zm. ?) – zbrodniarz hitlerowski, członek załogi niemieckiego obozu koncentracyjnego Mauthausen-Gusen i SS-Scharführer.
Członek NSDAP. Do 1944 pełnił służbę w Luftwaffe, po czym został przeniesiony do Waffen-SS. Był kierownikiem komanda więźniarskiego w Gusen II. Komando to liczyło około 2000 więźniów, którzy pracowali w fabryce Messerschmitta. Nieustannie katował podległych mu więźniów, z których część zmarła. Müller zastrzelił również kilku jeńców radzieckich. Wreszcie wykonywał na więźniach okrutne kary na podstawie regulaminu obozowego.
Wilhelm Friedrich Müller został skazany w procesie załogi Mauthausen-Gusen (US vs. Hans Böhn i inni) na karę śmierci przez powieszenie przez amerykański Trybunał Wojskowy w Dachau. Wyrok zamieniono w akcie łaski na dożywocie.